# Погрозиція

У політичній філософії погрозиція — це пропозиція угоди (або запит дії), що поєднана із погрозою, яка буде втілена, якщо пропозицію відхилять. У друкованому виданні термін першим вжив політ-філософ Гіллел Штайнер, а відтак термін поширився і серед інших авторів. Термін не є зусібічно прийнятим до вжитку та інколи ототожнюється з ідіомою «батіг та пряник». Можливим є такий приклад погрозиції:
Зроби домашнє завдання до вечора, і ми поїдемо в зоопарк, а якщо не зробиш, то будеш покараний.
Штайнер розрізняв пропозиції, погрози та погрозиції на основі переваги можливості згоди чи незгоди із твердженням за нормального ходу подій без запиту дії. Міркування Штайнера розкритикував філософ Роберт Стівенс, що навпаки вважав, що важливою складовою в розрізненні видів запитів дії є визначення, чи надавалась би перевага виконанню, чи невиконанню запитуваної дії за відсутності самого запиту. Погризиції є частиною набагато ширшої групи з погляду моральних та політичних міркувань — примусових пропозицій. Усупереч поширеній думці, що лише погрози є виявленням примусу, погрозиції, яким бракує явного погрозливого елементу вважаються примусовими пропозиціями. Однак деякі автори стверджують, що і пропозиції, і погрози, і погрозиції можуть мати примусовий характер за відповідних умов. Якщо ж погрозиція є примусовою, то зрозуміло, що елемент погрози робить її такою, тому не всі погрозиції вважаються примусовими.
Теоретичні проблеми, пов'язані із погрозиціями у деяких країнах виявляються на практиці в програмах трудового соціального забезпечення. У таких програмах, особи одержують меншу суму коштів у рамках соціального забезпечення, якщо ці особи відмовляються працювати чи здобувати освіту. Роберт Ґудін розкритикував програми трудового соціального забезпечення, що робили надавали погрозиції особам, що одержують соціальне забезпечення, на що отримав відповідь від Деніела Шапіро, який назвав його критику непереконливою. Інші автори виявили, що надання погрозицій людям, засуджених за певні злочини, зокрема ґвалтівникам, може призвести до зменшення терміну ув'язнення за згоди на проходження курсу лікування. Інші приклади навели психіатр Джуліо Арболеда-Флорез, який зауважив проблеми з погрозиціями у сфері громадської психіатрії, та експерт з менеджменту Джон Кленсі, який наводить приклади погрозицій у трудовій сфері.